# 가모라
가모라(Gamora)는 마블 코믹스에서 출간한 만화책에 등장하는 슈퍼히어로 공상 캐릭터이다. 작가 짐 스탈린이 창작했으며, 1975년 6월 스트레인지 테일스 #4에서 처음으로 등장한다. 그녀는 타노스의 양녀로서, 그녀의 종족의 마지막이다. 그녀는 초인적인 힘,민첩성 그리고 촉진된 힐링 팩터 능력을 지녔다. 그녀는 가끔식 슈퍼히어로 애덤 워록과 노바의 애정 상대, 그리고 인피니티 왓치라고 알려진 조직의 멤버으로서 등장한다.
가모라는 크로스오버 작품 어니힐레이션: 컨퀘스트 (2007년)에 출연하였고, 가디언즈 오브 더 갤럭시의 멤버가 되었다. 조 샐다나는 2014년에 개봉하는 가디언즈 오브 더 갤럭시의 실사화 영화에서 가모라를 연기한다.

## 담당 배우

### 영화
- 가디언즈 오브 더 갤럭시 (2014) - 조 샐다나
  - 가디언즈 오브 갤럭시 VOL. 2 (2017) - 조 샐다나
  - 어벤져스: 인피니티 워 (2018) - 조 샐다나
  - 어벤져스: 엔드게임 (2019) - 조 샐다나